# EU's agenturer
EU har oprettet en række decentrale EU-agenturer til at løse en række specialiserede opgaver af juridisk, teknisk, og/eller videnskabelig karakter. 
De enkelte agenturer har mange forskelligartede målsætninger, og hvert agentur er unikt og opfylder en bestemt funktion, der blev defineret ved dets oprettelse. Denne funktion kan ændres i årenes løb, men der er dog en række generelle mål, der danner grundlag for agenturets virksomhed som helhed. Nogle dækker udviklingen af videnskabelig og teknisk knowhow inden for en række nærmere definerede områder, men andre har til opgave at integrere forskellige interessegrupper og hermed fremme dialogen.

## Agenturene
Agenturene er markeret med forskellige farve efter hvilken af de tre søjler de hørte til før Lissabontraktaten trådte i kraft:
     Fællesskabsagenturer
     Fælles udenrigs- og sikkerhedspolitik
     Politisamarbejdet og det retlige samarbejde
| Navn                                                                                   | Forkortelse | Hovedsæde          | Oprettet | Søjle  |
| -------------------------------------------------------------------------------------- | ----------- | ------------------ | -------- | ------ |
| Det Europæiske Arbejdsmiljøagentur                                                     | EU-OSHA     | Bilbao             | 1996     | * EC   |
| Det Europæiske Center for Udvikling af Erhvervsuddannelse                              | Cedefop     | Thessaloniki       | 1975     | * EC   |
| Det Europæiske Institut til Forbedring af Leve- og Arbejdsvilkårene                    | EUROFOUND   | Dublin             | 1975     | * EC   |
| Det Europæiske Miljøagentur                                                            | EEA         | København          | 1994     | * EC   |
| Det Europæiske Erhvervsuddannelsesinstitut                                             | ETF         | Turin              | 1994     | * EC   |
| Det Europæiske Overvågningscenter for Narkotika og Narkotikamisbrug                    | EMCDDA/EONN | Lissabon           | 1993     | * EC   |
| Det Europæiske Lægemiddelagentur                                                       | EMEA        | London             | 1995     | * EC   |
| Kontoret for Harmonisering i det Indre Marked (Varemærker og Design)                   | OHIM        | Alicante           | 1999     | * EC   |
| EF-Sortsmyndigheden                                                                    | CPVO        | Angers             | 1994     | * EC   |
| Oversættelsescentret for Den Europæiske Unions Organer                                 | CdT         | Luxembourg         | 1994     | * EC   |
| Det Europæiske Genopbygningsagentur                                                    | EAR         | Thessaloniki       | 2000     | * EC   |
| Den Europæiske Fødevaresikkerhedsautoritet                                             | EFSA        | Parma              | 2002     | * EC   |
| Det Europæiske Søfartssikkerhedsagentur                                                | EMSA        | Lissabon           | 2002     | * EC   |
| Det Europæiske Luftfartssikkerhedsagentur                                              | EASA        | Køln               | 2003     | * EC   |
| Det Europæiske Agentur for Net- og Informationssikkerhed                               | ENISA       | Heraklion          | 2005     | * EC   |
| Det Europæiske Center for Forebyggelse af og Kontrol med Sygdomme                      | ECDC        | Stockholm          | 2005     | * EC   |
| Tilsynsmyndigheden for det europæiske GNSS                                             | GSA         | ?                  | 2004     | * EC   |
| Det Europæiske Jernbaneagentur                                                         | ERA         | Valenciennes/Lille | 2004     | * EC   |
| Det Europæiske Agentur for Forvaltning af det Operative Samarbejde ved de Ydre Grænser | Frontex     | Warszawa           | 2005     | * EC   |
| EF-Fiskerikontrolagenturet                                                             | CFCA        | Vigo               | 2005     | * EC   |
| Det Europæiske Kemikalieagentur                                                        | ECHA        | Helsinki           | 2007     | * EC   |
| Det europæiske institut for ligestilling mellem mænd og kvinder                        | ?           | Vilnius            | 2007     | * EC   |
| Den Europæiske Unions Agentur for Grundlæggende Rettigheder                            | FRA         | Wien               | 2007     | * EC   |
| Det Europæiske Forsvarsagentur                                                         | EDA         | Bruxelles          | 2004     | - CFSP |
| Den Europæiske Unions Institut for Sikkerhedsstudier                                   | ISS         | Paris              | 2001     | - CFSP |
| EU-Satellitcenter                                                                      | EUSC        | Torrejón de Ardoz  | 2002     | - CFSP |
| Det Europæiske Politiakademi                                                           | CEPOL       | Bramshill          | 2001     | x PJC  |
| Den Europæiske Politienhed                                                             | Europol     | Haag               | 1999     | x PJC  |
| EU's Enhed for Retligt Samarbejde                                                      | Eurojust    | Haag               | 2002     | x PJC  |

## Forvaltningsorganer
Forvaltningsorganer er oprettet i overensstemmelse med Rådets forordning (EF) nr. 58/2003 Arkiveret 3. juli 2007 hos  Wayback Machine med henblik på at løse bestemte opgaver i forbindelse med forvaltningen af et eller flere fællesskabsprogrammer. Forvaltningsorganer oprettes for et bestemt tidsrum. De skal være placeret, hvor Europa-Kommissionen har sæde (Bruxelles eller Luxembourg).
- Forvaltningsorganet for Det Europæiske Forskningsråd (ERC)
- Forvaltningsorganet for Det Transeuropæiske Transportnet (TEN-T EA)
- Forvaltningsorganet for Folkesundhedsprogrammet (PHEA)
- Forvaltningsorganet for Forskning (REA)
- Forvaltningsorganet for Konkurrenceevne og Innovation (EACI)
- Forvaltningsorganet for Undervisning, Audiovisuelle Medier og Kultur (EACEA)